# Кухонний ліфт
Кухо́нний ліфт — маленький вантажний ліфт, створений для перевезення вантажу без людей. Кухонні ліфти можна побачити в сучасних будівлях, як комерційних, так і приватних. Вони часто з'єднують два поверхи. Коли вони розташовуються у ресторанах чи приватних будинках, кінцевою точкою маршруту ліфта є кухня.
Томас Джефферсон використовував один із перших у світі кухонних ліфтів у своєму будинку в горах у Монтічелло, штат Вірджинія, аби зменшити кількість прислуги біля столу до одного і для того, щоб гості краще могли насолодитися виглядом з вікна. Дехто вважає його винахідником кухонного ліфта.

## Опис

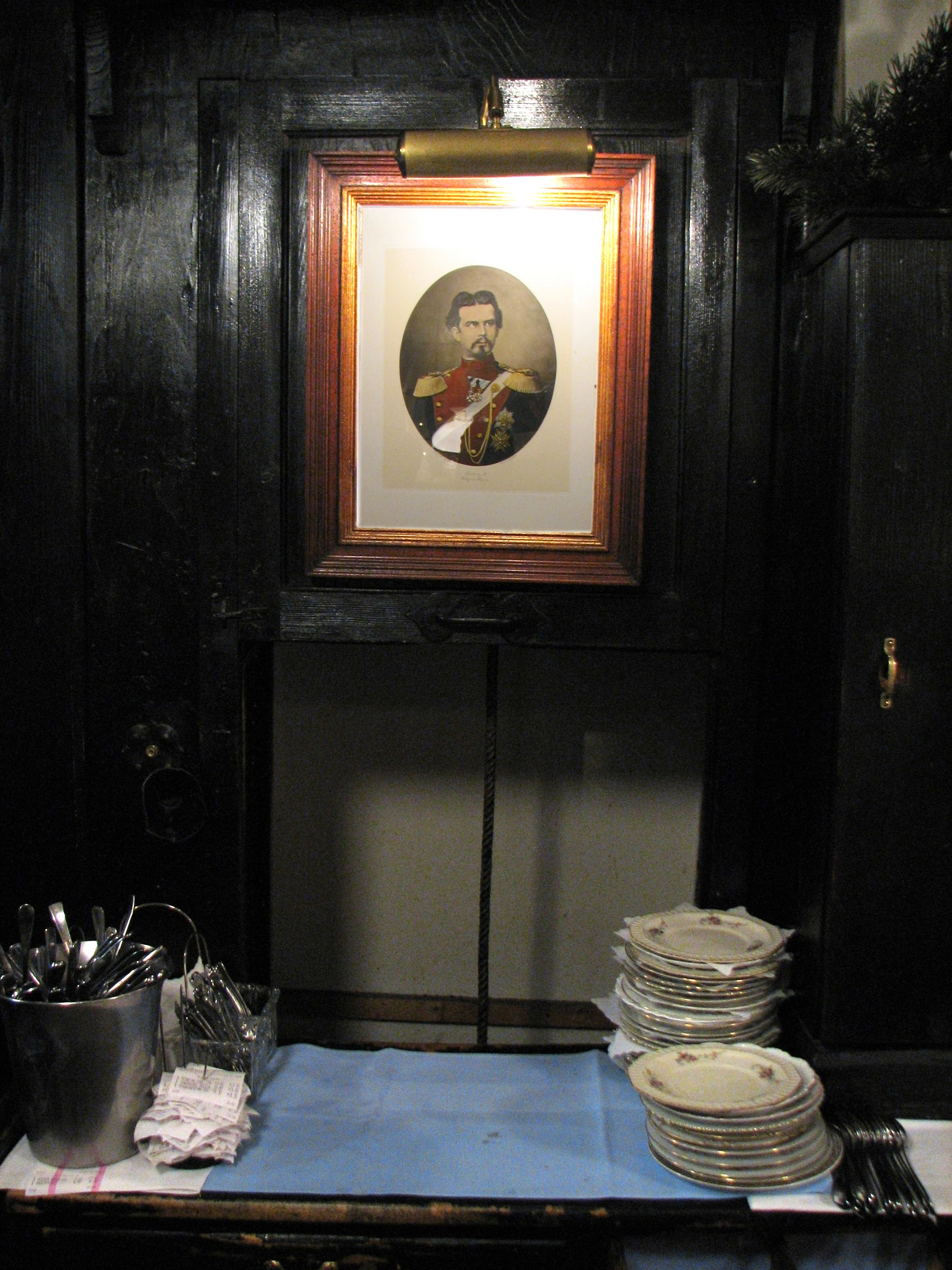
Кухонний ліфт (Speiseaufzug) у найстарішому ресторані в Мюнхені, Hundskugel, із ручною тягою (в положенні «Вгору», видно лише мотузку)

Простий кухонний ліфт являє собою конструкцію, яка рухається всередині шахти, опускається мотузкою через шків, а направляється рейками; більшість кухонних ліфтів мають шахту, візок, а також потужність, меншу, аніж в ліфтів, котрі перевозять людей, зазвичай від 100 до 1000  фунтів. До того, як у 20-х XX ст. почали встановлювати електродвигуни, кухонні ліфти контролювалися вручну мотузками на шківах.
На початку XX ст. закони інколи потребували, аби стінки, а також автоматичні дверцята кухонних ліфтів були вогнетривкими, а також рекомендували такі функції як кнопки для контролю руху між поверхами та спеціальні замки на дверях, котрі не дають їм відкритися до тих пір, допоки візок не зупиниться на відповідному поверсі.
Подана у 1915 році офіційна скарга на кухонний ліфт ресторану на Мангеттені, в якій описувався голосний шум під час руху, так описує його роботу:
|  | Між візком та напрямними, котрими він рухається, є великий проміжок, що спричиняє сильний шум. Мотузка, котра рухає візком, проходить дуже неглибокою канавкою, тому мотузка час від часу зісковзує. ... Візок у верхній частині не має пристроїв для поглинання вібрації, тому коли він вдаряється об стелю шахти чи коліщатко, лунає гучна віддача. ... Мотузки ліфта часто вдаряються об стінки із гучною віддачею. ... Ліфтом часто керують недбало, розганяючи його швидше, ніж треба, а також зовсім не підтримуючи його під час руху донизу. |
Сучасніші кухонні ліфти бувають витонченішими, в них використовуються електромотори, автоматичні системи контролю та окремі вантажні контейнери для інших типів підйомників. Нові книжкові ліфти в бібліотеках та на пошті або інші вантажні ліфти в офісних будівлях бувають більшими, аніж кухонні ліфти у громадських ресторанах та приватних будинках з підтримкою ваги до 500 кг.

### Виробники
- Butlers Buddy Inc [Архівовано 14 квітня 2012 у Wayback Machine.]
- Otis Elevators [Архівовано 16 червня 2021 у Wayback Machine.]